# Aplaja („trzeci”)

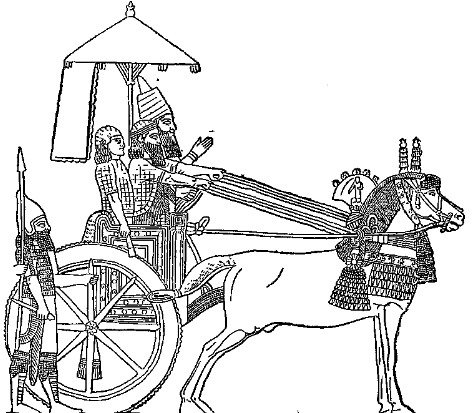
Przerys jednego z asyryjskich reliefów przedstawiający króla Sennacheryba oraz jego mukīl appāti („trzymającego lejce” - woźnicę) i tašlīšu („trzeciego” - tarczownika) stojących w królewskim rydwanie

Aplaja (w transliteracji z pisma klinowego zapisywane mDUMU.UŠ-a-a lub mA-iá) – dostojnik z bliskiego otoczenia asyryjskiego księcia Arda-Mulissi, syna Sennacheryba (704-681 p.n.e.). Wiadomo, iż służył on przy księciu jako tzw. „trzeci” (sum. lú.3-šú, akad. tašlīšu). Terminem tym określany był trzeci członek trzyosobowej załogi asyryjskiego rydwanu, który chronić miał tarczą woźnicę i łucznika/włócznika. Tym samym Aplaja, jako członek załogi rydwanu Arda-Mulissi, miał za zadanie chronić osobę księcia w trakcie walki. Ze źródeł asyryjskich wiadomo, iż osoby pełniące funkcję „trzeciego” przy władcach zajmowały również ważną pozycję na dworze królewskim, Ciesząc się zaufaniem króla byli oni często jego osobistymi doradcami i wysłannikami. Podobną rolę w świcie Arda-Mulissi odgrywał najprawdopodobniej również Aplaja. W  trakcie wykopalisk w Niniwie odkryto dziewięć jego dokumentów pochodzących z lat 698-683 p.n.e. Wynika z nich, iż był on bogatą i wpływową osobą, zajmującą się m.in.  udzielaniem dużych pożyczek na procent oraz zakupem ziemi, posiadłości i niewolników.
Jeden z zachowanych dokumentów z archiwum Aplaji, jedyny, w którym książę Arda-Mulissi wymieniony został z imienia, odegrał bardzo ważną rolę przy identyfikacji Arda-Mulissi jako mordercy Sennacheryba.